# Ian-Prescott Claus
Ian-Prescott Claus (* 4. Februar 1993) ist ein deutscher Futsal- und Fußballspieler. Claus lief in 10 Länderspielen für die deutsche Futsalnationalmannschaft auf und spielte in der Futsal-Bundesliga für den Hamburger SV und in der Fußball-Regionalliga Nord für den Lüneburger SK Hansa auf.

## Karriere
Claus spielte in der Jugend für Holstein Kiel in der Junioren-Bundesliga, nach verschiedenen Stationen wechselte er 2017 in die Herren-Regionalliga Nord zum Lüneburger SK.
Neben der Karriere auf dem Feld spielte Claus in der von der FIFA anerkannten Hallenvariante Futsal für den Hamburger SV und in der deutschen Futsalnationalmannschaft, wo er in 10 Länderspielen zwei Tore erzielt hat.
Heute spielt Claus bei den Wakka Eagles vom SC Vorwärts-Wacker 04, für welchen er auch auf dem Feld aufläuft.
Auch in der Baller League kam Claus zum Einsatz, im Team Eintracht Spandau.